# Des fleurs et des marmots
Des fleurs et des marmots est le quatrième album publié dans la série Donjon Parade de la saga Donjon, numéroté 4, dessiné par Manu Larcenet, écrit par Lewis Trondheim et Joann Sfar, mis en couleur par Walter et publié en novembre 2004.